# Heidi Mohr
Heidi Mohr (* 29. Mai 1967 in Weinheim; † 7. Februar 2019 ebenda) war eine deutsche Fußballspielerin. Von 1986 bis 1996 absolvierte die Angreiferin in der Nationalmannschaft 104 Länderspiele, in denen sie 83 Tore erzielte. Damit weist sie mit 0,80 Toren pro Spiel die beste Torquote aller deutschen Stürmerinnen mit mehr als zehn Länderspielen auf.

## Laufbahn

### Vereine
Mohr wuchs mit vier Brüdern und zwei Schwestern in Weinheim auf. Sie kam relativ spät im Verein mit dem Fußball in Kontakt. Zuerst spielte sie Handball. Mit 15 Jahren wurde sie von den Eltern beim SV Unter-Flockenbach angemeldet. Die Frauenmannschaft der Südhessen wurden mit der jungen Spielerin 1982/83 Vizemeister in der entsprechenden Spielklasse. Ein Jahr später, 1983/84, ging die schon damals als Mittelstürmerin eingesetzte Spielerin zum SV Laudenbach. Im ersten Jahr gelang auf Anhieb der Aufstieg in die Verbandsliga Baden. Die Verbandsliga Baden gehörte bis zur Einführung der Bundesliga zur höchsten Spielklasse in Deutschland bei den Frauen. Dank Heidi Mohr wurde der SV Laudenbach für sechs Jahre zum festen Bestandteil der Verbandsliga Baden. Beispielsweise hat es für die Spielzeit 1987/88 zu zwölf der dreizehn Ligaspiele des SV Laudenbach Spielberichte in den Weinheimer Nachrichten. In den zwölf Spielen erzielte Laudenbach 31 Tore, 21 davon Heidi Mohr und zwei ihre Schwester Sabine. Zu den größten Erfolgen gehörte die Vizemeisterschaft in der Verbandsliga Baden 1985/86 (hinter SC Klinge Seckach) und die Teilnahme am Endspiel des Pokales des Badischen Fußballverbandes 1985/86 (1:3 n. V. gegen den FC Spöck, heute Karlsruher SC, Tor durch Heidi Mohr) und 1988/89 (3:4 gegen SC Klinge Seckach, alle drei Tore erzielte Heidi Mohr). Bundestrainer Gero Bisanz entdeckte die 18 Jahre alte Mohr bei einem Testspiel der Nationalmannschaft gegen eine Badenauswahl. Die extrem antrittsschnelle Stürmerin debütierte als Spielerin des SV Laudenbach am 19. Mai 1986 in Oslo beim EMQ-Länderspiel gegen Norwegen (0:0) in der Nationalmannschaft. Als auf dem DFB-Bundestag 1989 in Trier die Einführung einer zweigleisigen Bundesliga zur Saison 1990/91 beschlossen wurde, schloss sich die 1,67 Meter große Torjägerin dem für die Südstaffel qualifizierten TuS Niederkirchen aus der Verbandsliga Südwest an. Nach dem Abgang von Heidi Mohr meldete der SV Laudenbach im Sommer 1990 seine Frauenmannschaft ab und löste sie auf.
Die heimatverbundene Fußballerin zog es zum nächstgelegenen Verein in der neuen Liga. Da die Dossenheimerin Claudia Obermeier (sie gehörte 1993 ebenfalls der Meistermannschaft von Niederkirchen an) ebenfalls in die Pfalz wechselte, war damit auch das leidige Fahrtproblem – Mohr hatte keinen Führerschein – gelöst. Mit dem Dorfverein aus der Verbandsgemeinde Deidesheim belegte sie im Debütjahr der zweigleisigen Bundesliga, 1990/91, in der Südstaffel hinter Meister FSV Frankfurt mit zwei Punkten Rückstand den zweiten Platz. In den Halbfinalspielen um die deutsche Meisterschaft scheiterte sie mit ihrer Mannschaft im Juni 1991 gegen den TSV Siegen.
Von 1991 bis 1995 war Mohr Torschützenkönigin in der Bundesliga. Im ersten Jahr erzielte sie 36 Treffer, sieben davon am 3. März 1991 beim 8:1-Erfolg gegen die SG Praunheim. Insgesamt schoss sie in den ersten fünf Jahren der zweigleisigen Bundesliga 136 Tore.
Nachdem die Torjägerin auch im zweiten Jahr, 1991/92, mit Niederkirchen den zweiten Platz in der Südstaffel belegt hatte, gewann sie mit ihren Kameradinnen 1992/93 überlegen mit 32:4 Punkten die Staffelmeisterschaft. Von den 52 Rundentreffern der TuS-Angreiferinnen hatte Mohr 21 Tore beigesteuert. In den Halbfinalspielen setzte sich Niederkirchen gegen den Nord-Vize Grün-Weiß Brauweiler durch und trat im Finale am 20. Juni 1993 im Waldstadion Limburgerhof gegen den Titelverteidiger TSV Siegen an. Die Torschützin vom Dienst, Heidi Mohr, erzielte beide Treffer für Niederkirchen zum 2:1-Erfolg nach Verlängerung gegen die mit den Nationalspielerinnen Silke Rottenberg, Jutta Nardenbach, Britta Unsleber, Silvia Neid und Doris Fitschen angetretene Star-Truppe aus dem Siegerland. Der Gewinn der deutschen Meisterschaft 1993 wurde der größte Erfolg von Mohr auf Vereinsebene. Im August setzte sich Niederkirchen auch im Supercup mit einem erneuten 2:1-Erfolg gegen Siegen durch. Beim Deutschen Meister des Jahres 1993 hatte lediglich Christine Fütterer neben der Torjägerin drei Einsätze in der Nationalmannschaft vorzuweisen.
In der Runde 1994/95 folgte ein einjähriger Abstecher zum TuS Ahrbach, ehe sie wieder bis 1999 bei Niederkirchen auf Torejagd ging. Die beste Zeit der TuS-Elf war aber vorbei. Die Lageristin wechselte zur Runde 1999/00 zum amtierenden Deutschen Meister 1. FFC Frankfurt. Am Ende ihrer Karriere wurde sie mit den Frankfurtern Vizemeisterin und gewann den DFB-Pokal.

### Nationalmannschaft
Ihre größten Erfolge waren der Gewinn der Europameisterschaften 1989, 1991 und 1995 sowie der Vizeweltmeisterschaft 1995. Zu einem besonderen Ereignis wurde für die Torjägerin das EM-Finale am 2. Juli 1989 in Osnabrück gegen Norwegen. Vor 22.000 Zuschauern an der Bremer Brücke feierten die deutschen Frauen den ersten EM-Titel und Mohr erzielte einen Treffer zum 4:1-Sieg. Das Turnier wurde zu einem Meilenstein für den deutschen Frauenfußball: Das EM-Halbfinale am 28. Juni 1989 in Siegen gegen Italien war das erste im deutschen Fernsehen live übertragene Frauenfußballspiel.
Sie erzielte bei Europameisterschaften acht und bei Weltmeisterschaften zehn Tore. Bei der Weltmeisterschaft 1991 schoss sie in jedem Spiel mindestens ein Tor. Die außerordentlichen Fähigkeiten der Angreiferin kamen aber erst bei der EM 1991 in Dänemark voll zur Geltung: Sie erzielte beim 4:1 gegen England drei Tore, gegen Italien beim 3:0 steuerte sie zwei Kopfballtreffer bei und beim 3:1-Finalsieg gegen Norwegen zunächst den 1:1-Ausgleich und in der Verlängerung mit einem Alleingang von der Mittellinie das 2:1. Das Tor wurde später von den Zuschauern der ARD-Sportschau zum „Tor des Monats“ Juli gewählt.
Mohr bestritt insgesamt 104 Länderspiele, in denen sie 83 Tore schoss. Bis zum 9. Juni 2005 war sie damit Rekordtorschützin in der deutschen Nationalmannschaft, bevor sie am 10. Juni 2005 durch Birgit Prinz abgelöst wurde, die bei der Europameisterschaft im Spiel gegen Italien ihr 84. Tor erzielte. Die DFB-Karriere endete am 29. September 1996 im Koblenzer Stadion Oberwerth beim Länderspiel gegen Island unter Bundestrainerin Tina Theune-Meyer.

## Auszeichnungen
Für den Gewinn der Europameisterschaft im Frauenfußball 1989 und 1991 erhielt sie – zusammen mit der deutschen Frauenfußballnationalmannschaft – das Silberne Lorbeerblatt. 1999 wurde Heidi Mohr zu „Europas Fußballerin des Jahrhunderts“ gewählt. Bei der globalen Wahl zur „Fußballerin des Jahrhunderts“ im selben Jahr belegte sie den dritten Platz. 2019 wurde sie mit der Aufnahme in die Hall of Fame geehrt. Im August 2019 wurde an dem Haus in Weinheim, in dem sie zuletzt gelebt hatte, eine Gedenkplatte enthüllt. Der Gemeinderat der Stadt Weinheim entschied am 12. Mai 2021 einstimmig, die neu errichtete Sporthalle der Zweiburgenschule nach Heidi Mohr zu benennen.

## Tod
Am 7. Februar 2019 starb sie im Alter von 51 Jahren an den Folgen eines Krebsleidens.